# John Fiedler
John Donald Fiedler (ur. 3 lutego 1925 w Platteville, zm. 25 czerwca 2005 w Englewood) – amerykański aktor, znany głównie z roli w filmie Dwunastu gniewnych ludzi (jako przysięgły nr 2). Użyczył głosu Prosiaczkowi w wielu filmach o Kubusiu Puchatku Walta Disneya.